# 木下晴貴
木下 晴貴（きのした はるき、1990年9月8日 - ）は、日本の元俳優・タレント。名古屋の男性アイドルグループBOYS AND MENの元メンバー。ウイントアーツに所属していた。

## 来歴・人物
2010年から名古屋の男性アイドルグループBOYS AND MENに加入し、舞台公演やライブイベント、バラエティ番組レギュラー出演などで活動した。
その後ウイントアーツ所属になり現芸名で活動（一時期、木元咲の名で活動）。2019年3月をもって退所した。
特技は殺陣、和太鼓。

## 出演

### 舞台
- ストレートドライブ!（2010年 - 2011年）
- ホワイト☆タイツ（2011年 - 2012年)[6]
- クジラの歌（2014年） - 鳴海志乃 役[7]
- 薔薇絵tea高（2014年） - ミソ 役
- パズル（2014年） - 今田 役[8]
- LOVE＆CHICK～マゼルナ×キケン（2015年） - 高瀬愛慈 役（主演）[9]
- バンクバンバンレッスンスン（2015年）[9][10]
- 神田時来組本公演「大改訂版!!そして龍馬は殺された〜幕末モンだけどアルゼンチンタンゴから歌謡曲までなんでも使ってもいいよね〜」（2016年、俳優座劇場） - 広岡浪秀 役[11] [12]
- WINTARTS 1st STAGE 2018「The Phantom Carol ～聖夜の怪人～」（2018年、新宿角座） - 風祭左京 役[13]

### テレビ
- ドリームハイ（2010年）
- サタメン!!!（2011年4月 - 2012年3月、中京テレビ） - 「春ボーイズ」メンバー（レギュラー）
- 女性ホルモン分泌バラエティー 全力☆が〜る（2011年、毎日放送） - 再現ドラマ
- 切り裂きジャックの告白 〜刑事 犬養隼人〜（2015年、テレビ朝日） - 警官 役
- 今夜はナゾトレ（2017年、フジテレビ）‐「FAKE７」レストラン店員 役[14]
- 林修の今でしょ!講座（2018年、テレビ朝日） - 再現ドラマ[13]

### CM
- ハスラー（2014年）

### 企業VP
- ハトマーク（不動産）研修用（2015年）
- フォーラムエンジニアリング - リクルーティング映像（2015年）

### 配信
- GYAO「ハピゴラ！」（2018年）[13]